# Monte Grammondo - Torrente Bevera
Il Monte Grammondo - Torrente Bevera è un sito di interesse comunitario della Regione Liguria, designato come Zona Speciale di Conservazione con Decreto Ministeriale 7 aprile 2017, nell'ambito della Direttiva 92/43/CEE (Direttiva Habitat).
Comprende un'area di 2642 ettari nel territorio dei comuni di Airole, Olivetta San Michele e Ventimiglia, in Provincia di Imperia.
Prende il nome dal monte Grammondo e dal torrente Bevera.

## Storia

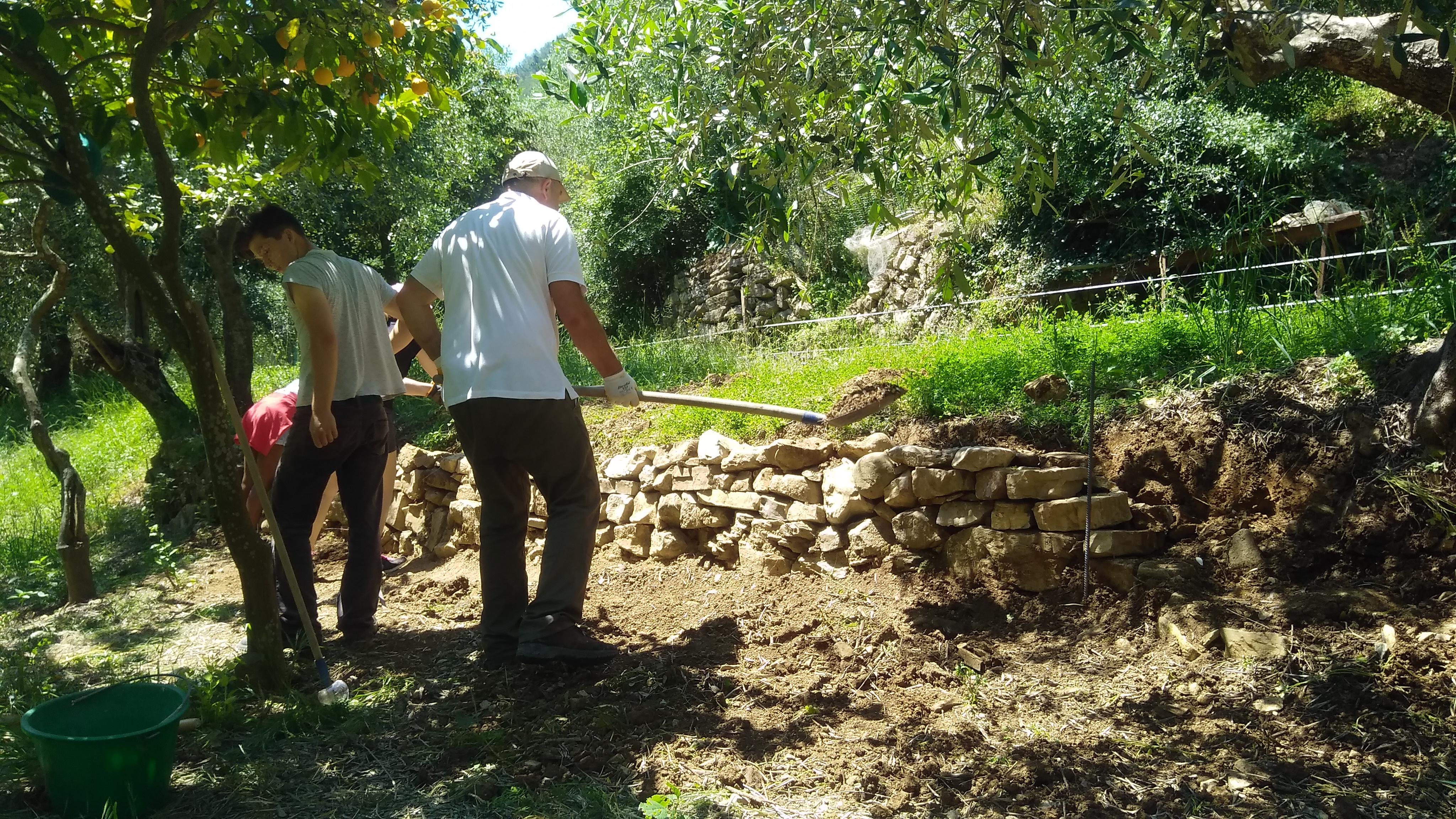
Rifacimento di muretti a secco sulla sponda destra del Bevera

Vaste porzioni del SIC erano state in passato dissodate, terrazzate e messe a coltura, con gli oliveti che arrivavano nelle zone meglio esposte fino agli 800 metri di quota. Erano inoltre presenti varie altre colture specializzate tra le quali di particolare importanza era la floricoltura. All'agricoltura si affiancava poi, specie nelle zone più in quota, la pastorizia. Nella zona si trovava una fitta rete di nuclei di costruzioni rurali, oggi in buona parte allo stato di rudere, collegati tra loro da una viabilità pedonale che in alcuni casi è stata in seguito trasformata in rete stradale percorribile da veicoli a motore. Nel periodo tra la prima e la seconda guerra mondiale la zona è stata interessata dalla costruzione del Vallo Alpino, effettuata dal regime fascista in preparazione del conflitto con la Francia. Alcuni sentieri che valicano la catena principale alpina, in precedenza utilizzati per il contrabbando, a seguito delle leggi razziali vennero usati dagli ebrei che si trasferivano in Francia. Con lo spopolamento delle aree rurali e l'abbandono delle coltivazioni, avvenuto nella seconda metà del XX secolo, buona parte di queste zone è stata invasa dalla vegetazione spontanea e i muretti a secco che reggevano i terrazzamenti stanno progressivamente cedendo. Rimangono comunque aree prative alle quote maggiori ancora sfruttate per il pascolamento ovino.. A seguito della crisi europea dei migranti alcuni dei sentieri transfrontalieri hanno visto il transito, in particolare nel 2015 ma anche in altri periodi, un notevole flusso di migranti diretti dall'Italia verso la Francia.

## Territorio

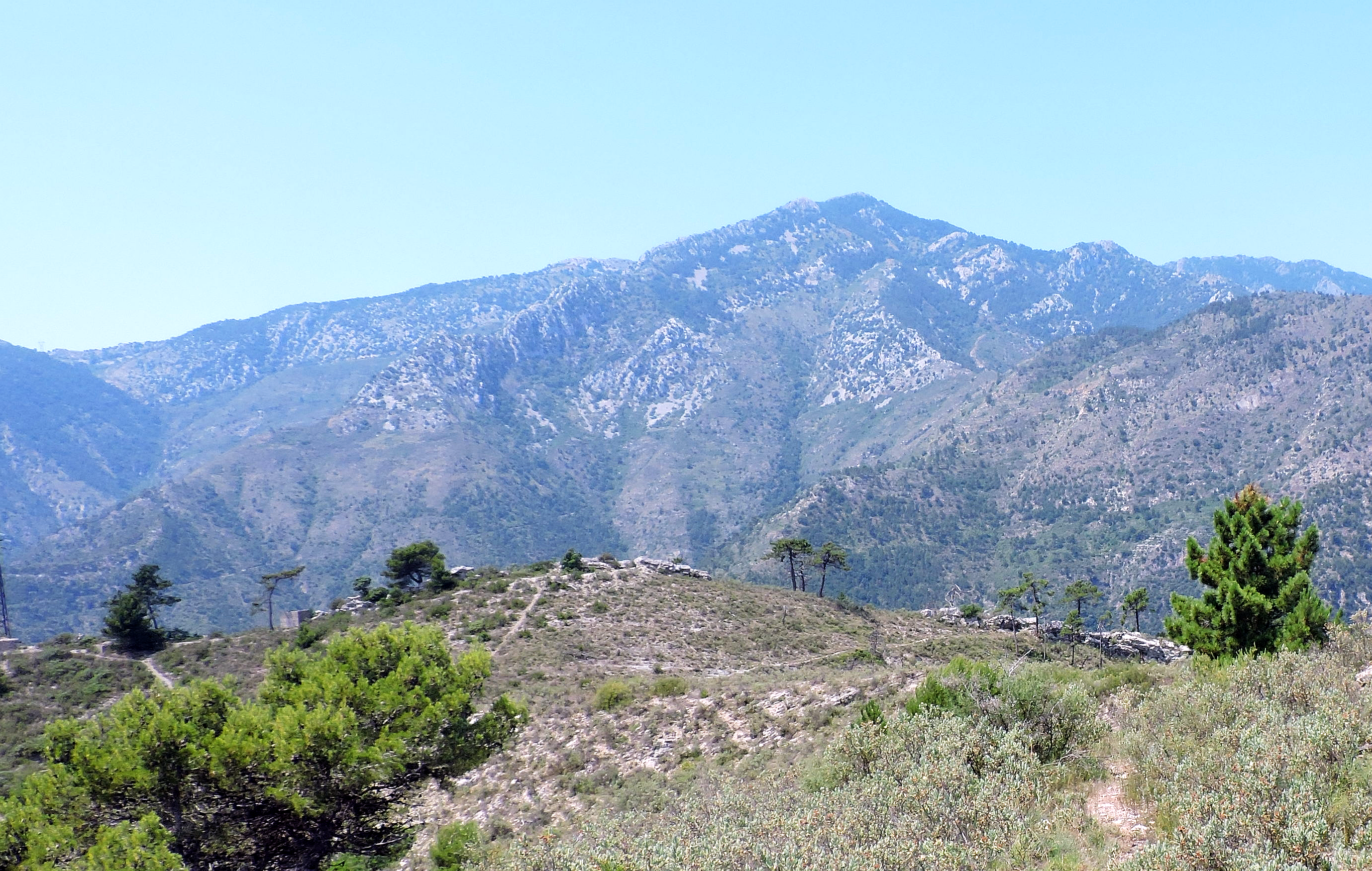
Il Monte Grammondo, la principale cima della zona

Il sito comprende un tratto della dorsale alpina sul confine italo/francese dominato dal Monte Grammondo e caratterizzata da aspri crinali di tipo dolomitico e, più ad est, la valle del torrente Bevera.  A livello geologico predominano le rocce calcaree in varie forme, le argilliti, le marne e i conglomerati. 
Da un punto di vista ecologico è caratterizzato dalla presenza di habitat mediterranei che, data l'influenza del vicino Mar Ligure, risalgono a quote particolarmente elevate.

## Flora e vegetazione

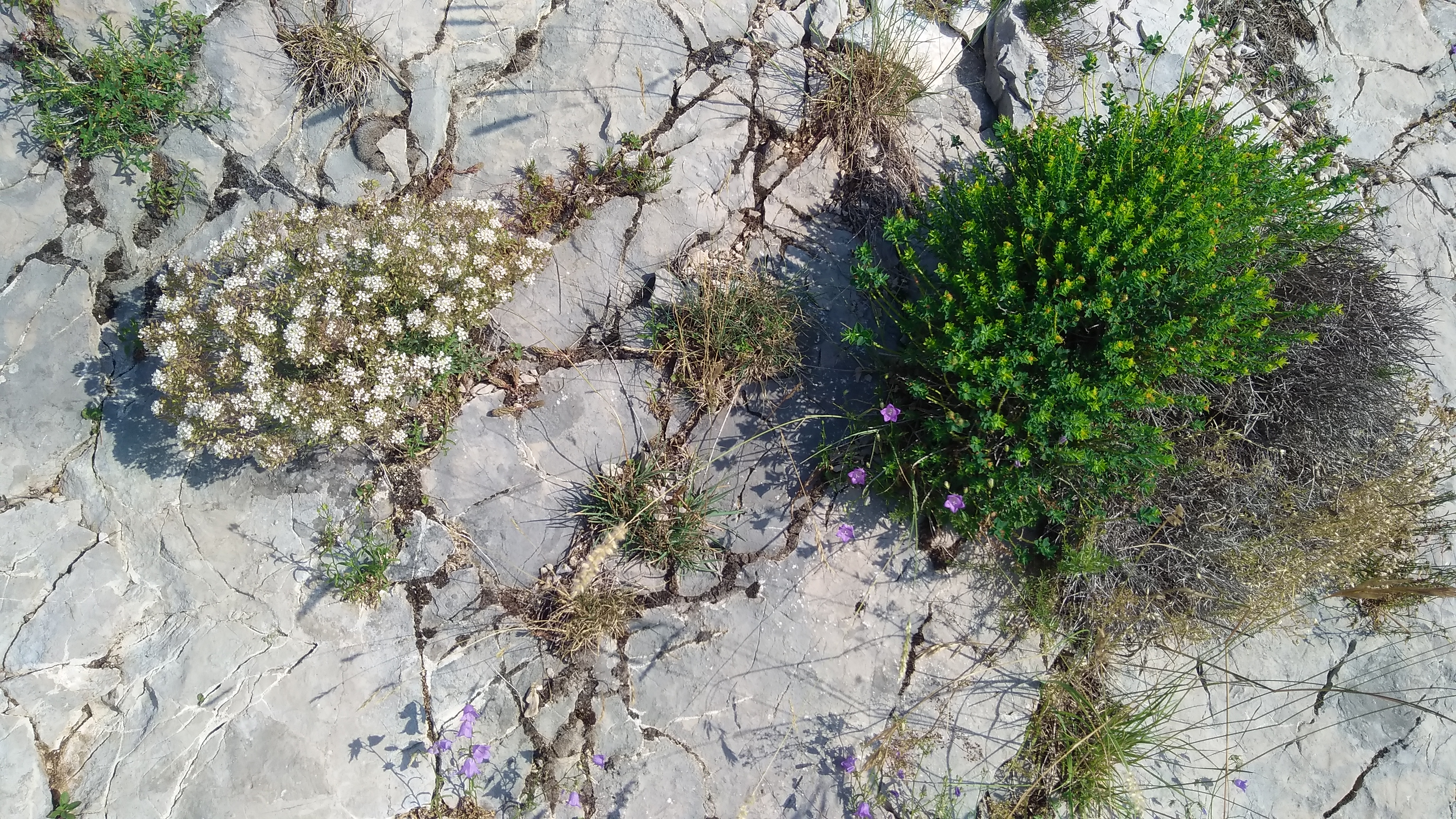
Vegetazione rupicola sul versante est del Grammondo

L'area del SIC è interessata per circa il 50 % da boschi e per la rimanente metà da ambienti aperti, rappresentati in particolare da cespuglieti e arbusteti nei quali predominano le specie tipiche della macchia mediterranea. Interessante è la presenza di Euphorbia dendroides (euforbia arborea) nella zona più meridionale del SIC. Tra le piante arboree ha particolare importanza il leccio (Quercus ilex), che si presenta spesso allo stato arbustivo ma che in alcune zone costituisce boschi in purezza con esemplari di dimensioni anche notevoli. In particolare alcune leccete nel territorio comunale di Olivetta San Michele, situate a quote superiori ai 1000 metri, sono considerate tra le meglio conservate di tutta la Liguria. A livello floristico si segnala la presenza di endemismi quali Leucojum nicaeense (il bucaneve di Nizza), Lilium pomponium, Gentiana ligustica e Fritillaria involucrata. Particolarmente vistosa nel periodo della fioritura è la peonia selvatica (Paeonia officinalis), qui presente nella sua sottospecie villosa.

## Fauna

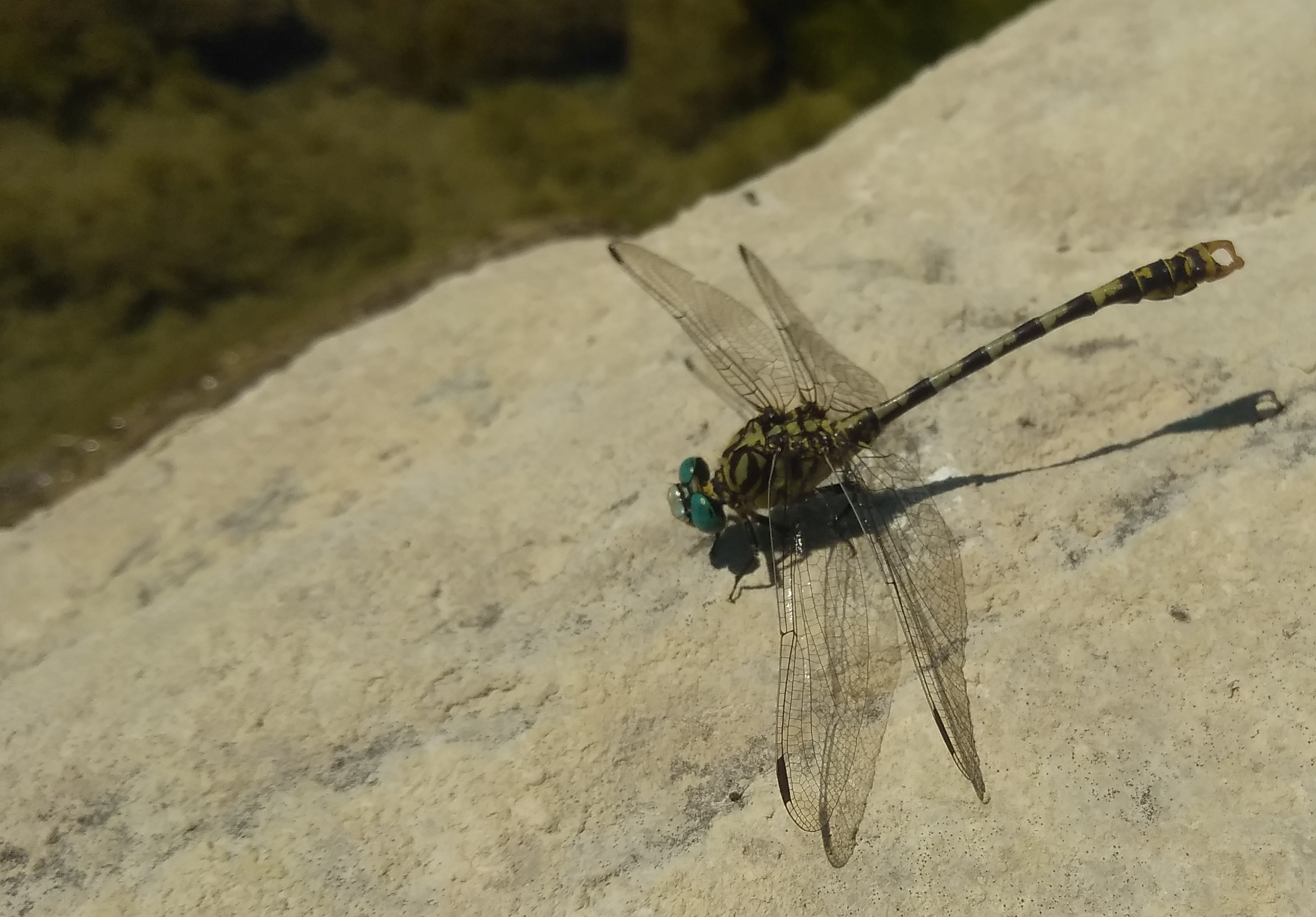
Una libellula sul greto del Bevera

Tra le specie animali presenti nel SIC possono essere ricordati, tra i rettili, Timon lepidus (lucertola ocellata), e tra gli anfibi Speleomantes strinatii (geotritone). Tra le numerose specie di uccelli che frequentano o nidificano nell'area (più di 50) si possono notare rapaci come Aquila chrysaetos (l'aquila reale) e Pernis apivorus (il falco pecchiaiolo).

## Fattori di rischio

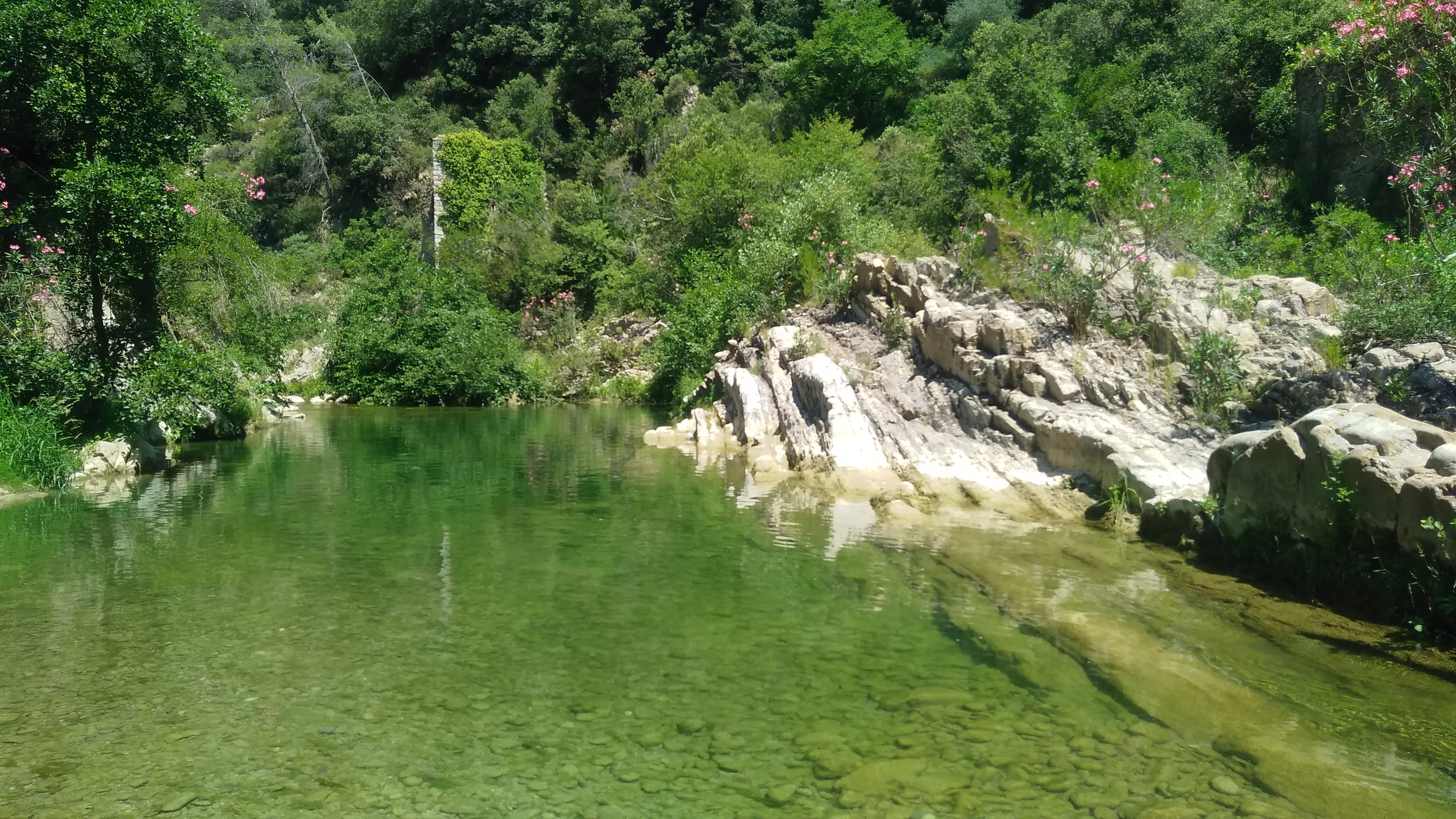
Il torrente Bevera

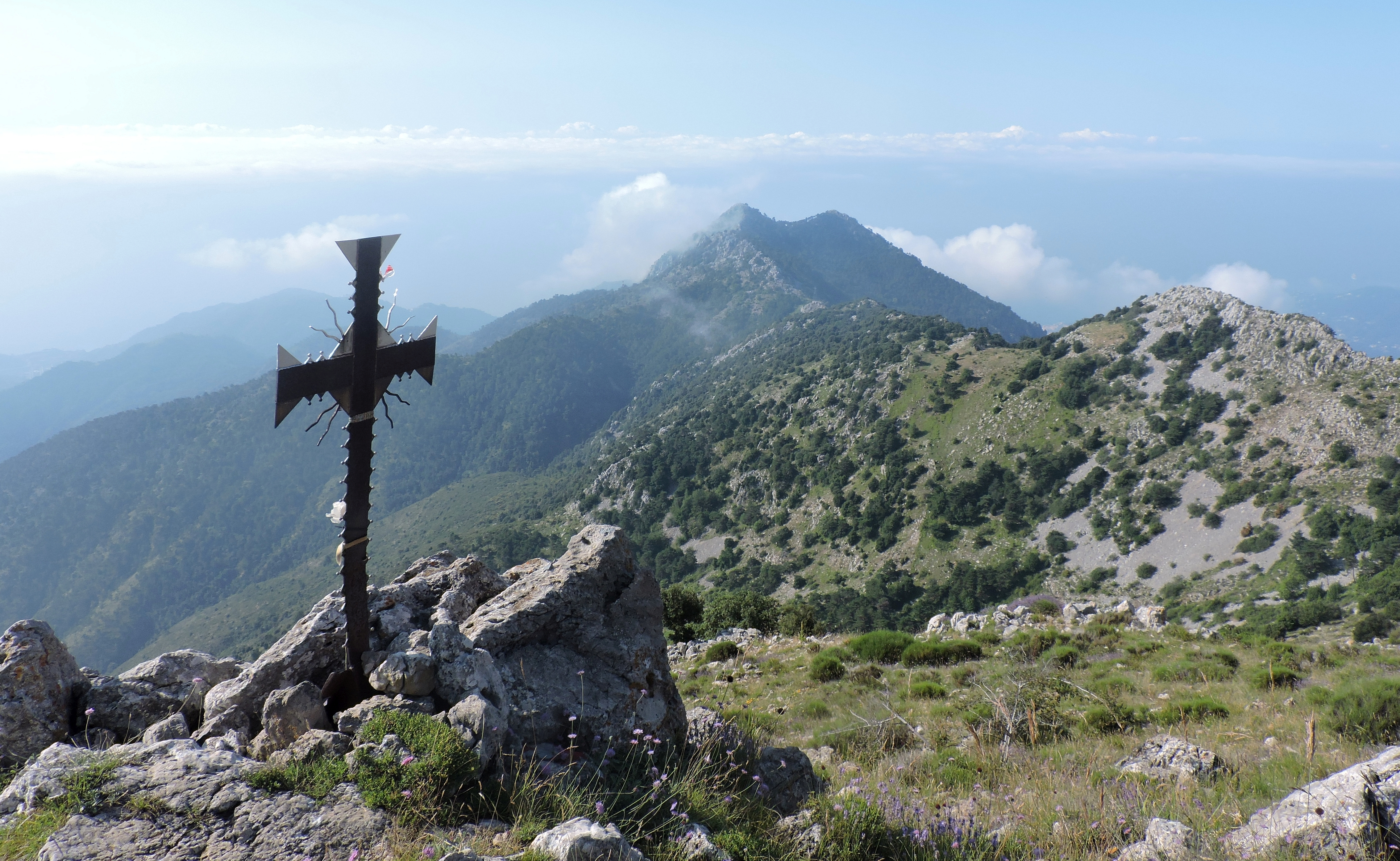
La cima Longoira vista dal Grammonndo

Tra i fattori che mettono in pericolo la conservazione del sito oltre al pericolo di incendio, comune a vaste aree della costa ligure, nella zona meridionale c'è la possibile estensione delle aree edificate con la conseguente distruzione degli habitat naturali.